# Jaf
Pour les articles ayant des titres homophones, voir JAF et Jaff.

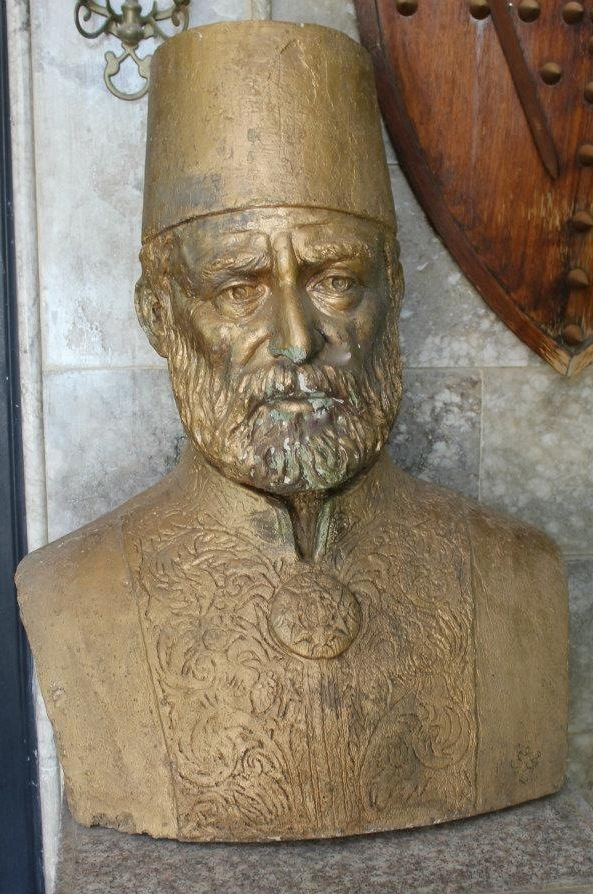
Buste du roi Mohamed Pasha Jaff

Jaff (kurde : جاف ; également Jahf, Jaaf, Jaf, Caf) est la plus grande tribu kurde également connue sous le nom de clan, vivant aux frontières de l'Iran et de l'Irak. Leur cœur se situe entre Sulaymaniyah et Sanandaj,. La tribu adhère principalement à l'école Shafi'i avec de nombreux adeptes de Naqshbandi et de Qadiriyya. Il a été créé en 1114 par Zaher Beg Jaff,, d'autres dirigeants importants étaient Mohamed Pasha Jaff, Lady Adela, Osman Pasha Jaff et Mahmud Pasha Jaff, leur maison ancestrale est le château de Sherwana,,. L’Empire ottoman leur a accordé le nom de Pasha, un titre noble, dans les années 1700,. Ils constituent la plus grande tribu kurde du Moyen-Orient avec environ 4 millions de personnes et parlent le babani sorani,. Ils dirigèrent la Principauté d'Ardalan jusque dans les années 1860.

## Distribution géographique
La tribu Jaff vit dans les villes et villages suivants : Helebce, Kelar, Silêmanî, Ravansar, Sine, Ciwanrro, Selas-bawecanî, Kirmaşan, Xaneqîn,,.

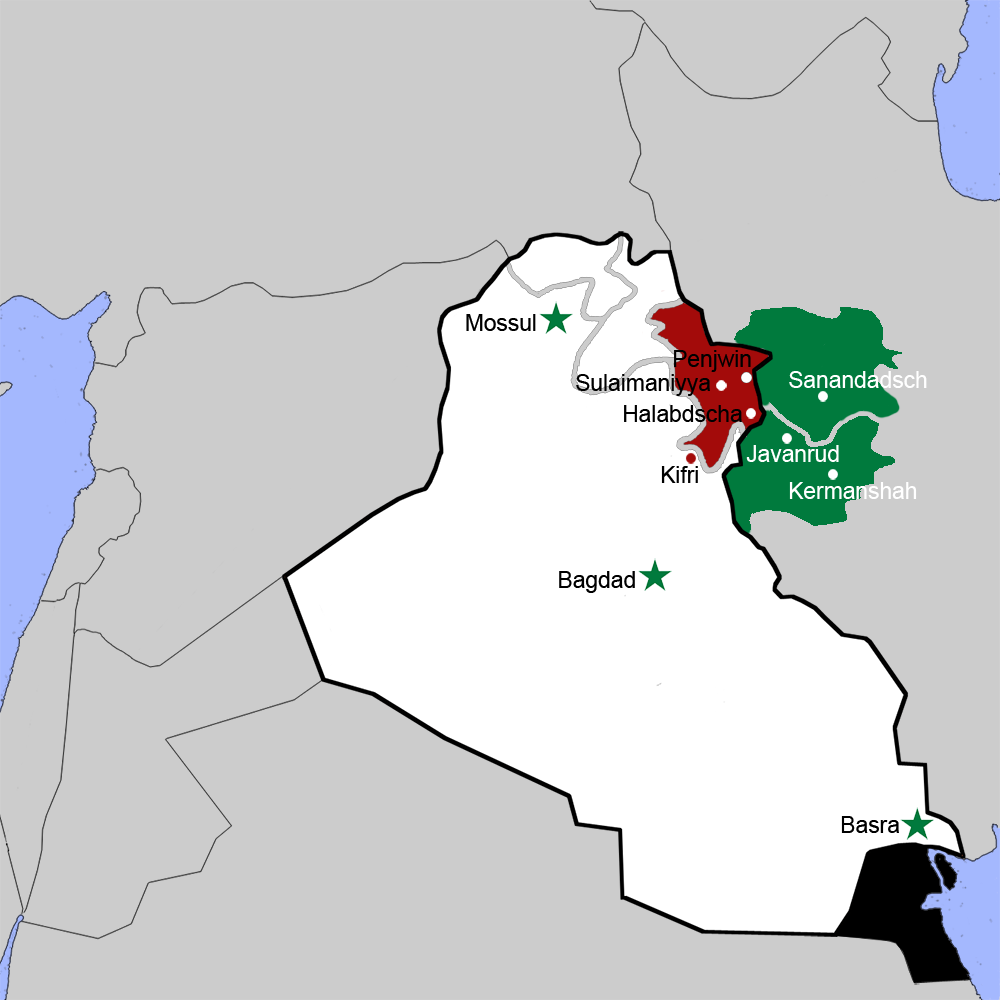
À l'origine iranien Jaff (Javanrudi) avait ses quartiers d'hiver à Javanrud et son quartier d'été près de Sanandaj. Les irakiens Jaff (Muradi) avaient leurs quartiers d'hiver près de Kifri et leurs quartiers d'été autour de Penjwin.

## Histoire
L'Occident a noué des liens avec la tribu Jaff pendant la Première Guerre mondiale, lorsqu'Ely Bannister Soane a établi le contact. Après la guerre, la tribu s'est opposée au cheikh Mahmud Barzanji, ainsi qu'à l'échec de la Grande-Bretagne à accorder l'autonomie kurde en Irak. Au début du XXe siècle, la tribu contrôlait un neuvième du territoire irakien et contrôlait le système de communication du pays. En 1933, environ 100 000 fusils étaient entre les mains de la tribu, contre seulement 15 000 dans l'Irak nouvellement créé. Durant cette période, la tribu se sédentarise.

## Membres notables
Dirigeants et politiciens

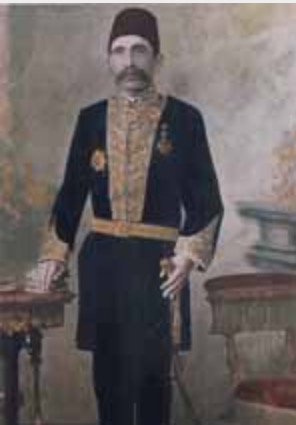
Mahmud Pasha Jaff dans sa chambre.

- Mohamed Pasha Jaff, roi kurde et chef suprême de la tribu Jaff, il fit construire le château de Sherwana en 1734.
- Osman Pacha Jaff, (né en 1846), roi kurde, chef de la tribu Jaff et marié à Adela Khanum de l'ancienne tribu Ardalan[15].
- Adela Jaff (1847-1924), surnommée Princesse des Braves par les Britanniques ; mariée au roi kurde Osman Pacha Jaff, était célèbre pour son rôle dans la région, notamment à l'époque de Shiekh Mahmood Al-Jaff Hafeed.
- Ahmed Mukhtar Jaff (1898-1934), était membre du parlement irakien et maire de Halabja.
- Nawzad Dawood Beg Jaff (également connu sous le nom de Nozad Dawood Fattah Al Jaff), président de la rive nord de l'Irak et chef de la tribu Jaff[16],[17],[18].
- Akram Hamid Begzadeh Jaff, dirigeant kurde, homme politique et ancien ministre de l'Agriculture en Irak.
- Hanna Jaff (née en 1986), kurde mexicaine d'origine américaine, politicienne, philanthrope, auteure et porte-parole[19],[20],[21].

Artistes, poètes, chanteurs

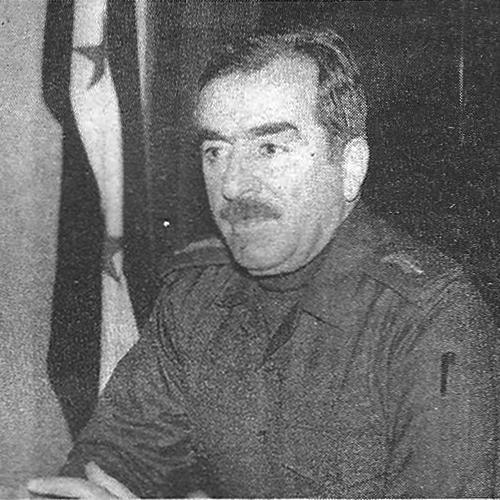
Sirwan Abdullah Jaff

- Khanai Qobadi Jaff (vers 1700-1759), poète de Jaff du XVIIIe siècle[22].
- Nali Jaff (1797 ou 1800-1855 ou 1856), poète qui a contribué à faire du sorani la langue littéraire du sud du Kurdistan[23].
- Abdulla Goran Jaff (1904-1962).
- Tara Jaff (née en 1958), chanteuse et musicienne spécialisée en harpe.

Chercheurs et universitaires
- Fereidoun Biglari (né en 1970), archéologue et conservateur de musée[24].